# 動物部分論
『動物部分論』（どうぶつぶぶんろん、希: Περὶ ζώων μορίων、羅: De Partibus Animalium、英: Parts of Animals）とは、古代ギリシャの哲学者アリストテレスによって書かれた、動物・生物に関する研究書の一つ。彼の5冊ある動物学著作の中では、『動物誌』に次ぐ第2書であり、動物の身体における各組織・各器官が、その役割・目的と共に解剖学的に描写・考察される。

## 構成
全4巻から成るが、本論は第2巻以降であり、第1巻は序論として、アリストテレスの動物学・生物学の概論が改めて述べられている。
- 第1巻 - 全5章
  - 第1章 - 自然学の方法、必然性と目的因、霊魂について
  - 第2-4章 - 動物の分類法、二分割法の限界
  - 第5章 - 動物体の構造研究の意義、解剖学の重要性、本書の目的
- 第2巻 - 全17章
  - 第1章 - 動物体構成の3段階 - 1「根源的物質」、2「等質部分（組織）」、3「異質部分（器官）」
  - 第2章 - 根源的物質1 （熱いもの、冷たいもの）
  - 第3章 - 根源的物質2 （固形のもの、流動するもの）
  - 第4章 - 等質部分1 （血液）
  - 第5章 - 等質部分2 （軟脂と硬脂）
  - 第6章 - 等質部分3 （骨髄）
  - 第7章 - 等質部分4 （脳髄）
  - 第8章 - 等質部分5 （肉）
  - 第9章 - 等質部分6 （骨）
  - 第10章 - 異質部分1 有血動物の頭部と器官 （脳と感覚器）
  - 第11-12章 - 異質部分2 （耳）
  - 第13-15章 - 異質部分3 （瞼（まぶた）と睫毛（まつげ））
  - 第16章 - 異質部分7 （鼻と唇）
  - 第17章 - 異質部分8 （舌）
- 第3巻 - 全15章
  - 第1章 - 異質部分9 （歯）
  - 第2章 - 異質部分10 （角）
  - 第3章 - 異質部分11 頸部の器官 （食道、気管、咽頭蓋）
  - 第4章 - 異質部分12 内臓器官 （心臓）
  - 第5章 - 異質部分13 （血管）
  - 第6章 - 異質部分14 （肺臓）
  - 第7章 - 異質部分15 （肝臓と脾臓）
  - 第8章 - 異質部分16 （膀胱）
  - 第9章 - 異質部分17 （腎臓）
  - 第10章 - 異質部分18 （横隔膜）
  - 第11章 - 異質部分19 （膜）
  - 第12章 - 異質部分20 各種動物の内臓の比較
  - 第13章 - 異質部分21 内臓と肉との比較
  - 第14章 - 異質部分22 （胃と腸）
  - 第15章 - 異質部分23 （胃の中の凝乳剤）
- 第4巻 - 全14章
  - 第1章 - 異質部分24 卵生類の内蔵の特異性
  - 第2章 - 異質部分25 （胆嚢）
  - 第3章 - 異質部分26 （網膜）
  - 第4章 - 異質部分27 （腸間膜）
  - 第5章 - 異質部分28 無血動物の内部
  - 第6章 - 異質部分29 無血動物（有節類）の外部
  - 第7章 - 異質部分30 無血動物（殻皮類）の外部
  - 第8章 - 異質部分31 無血動物（軟殻類）の外部
  - 第9章 - 異質部分32 無血動物（軟体類）の外部
  - 第10章 - 異質部分33 有血動物（胎生類）の外部
  - 第11章 - 異質部分34 有血動物（卵生四足類）の外部
  - 第12章 - 異質部分35 有血動物（鳥類）の外部
  - 第13章 - 異質部分36 有血動物（魚類と鯨類、アザラシ、コウモリ）の外部
  - 第14章 - 異質部分37 有血動物（ダチョウ）の外部

## 日本語訳
- 『アリストテレス全集 8　動物誌 下　動物部分論』島崎三郎訳、岩波書店、1969年
- 『新版 アリストテレス全集 10 動物の諸部分について　動物の運動について　動物の進行について』濱岡剛・永井龍男訳、岩波書店、2016年
- 『動物部分論・動物運動論・動物進行論』坂下浩司訳、京都大学学術出版会<西洋古典叢書>、2015年